# Domaine de Takatomi
Le domaine de Takatomi (高富藩, Takatomi-han) est un domaine féodal japonais de l'époque d'Edo. Situé dans la province de Mino, son territoire entoure la ville actuelle de Yamagata, préfecture de Gifu.

## Histoire
Le domaine de Takatomi est officiellement créé en 1705 quand le contrôle de la région environnante est donné à Michiakira Honjō. Le domaine ne dure cependant pas longtemps puisqu'il devient le jin'ya de Takatomi en 1709.
À l'abolition du système han en 1871, le domaine devient préfecture de Takatomi. L'année suivante, il fusionne avec la préfecture de Gifu.

## Liste des daimyos
- Clan Honjō

1. Michiakira (本庄 道章)
2. Michinori (本庄 道矩)
3. Michitomo (本庄 道倫)
4. Michikata (本庄 道堅)
5. Michinobu (本庄 道信)
6. Michiaki (本庄 道揚)
7. Michitosi (本庄 道利)
8. Michimasa (本庄 道昌)
9. Michitsura (本庄 道貫)
10. Michiyoshi (本庄 道美)

## Source de la traduction
- (en) Cet article est partiellement ou en totalité issu de l’article de Wikipédia en anglais intitulé « Takatomi Domain » (voir la liste des auteurs).